# Spirals In Hyperspace
Spirals In Hyperspace – album studyjny zespołu Ozric Tentacles wydany w 2004 roku. Album nagrany w składzie:
- Ed Wynne - gitara, keyboard
- Seaweed (Christoper Lenox-Smith) - syntezatory
- John Egan - Ney, Duduk, srebrny flet w (6,9)
- Zia Geelani - gitara basowa w (6)
- Schoo - perkusja w (1,6,9)
- Merv Pepler - programowanie perkusji, sampling w (8)
- Brandi Wynne - gitara basowa w (1)
- Steve Hillage, Miquette Giraudy - gitara, dodatkowe syntezatory w (7)

## Lista utworów
| Nr | Tytuł                   | Długość |
| -- | ----------------------- | ------- |
| 1  | "Chewier"               | 5:26    |
| 2  | "Spirals in Hyperspace" | 9:51    |
| 3  | "Slinky"                | 8:39    |
| 4  | "Toka Tola"             | 7:46    |
| 5  | "Plasmoid"              | 5:17    |
| 6  | "Oakum"                 | 9:03    |
| 7  | "Akasha"                | 7:27    |
| 8  | "Psychic Chasm"         | 8:44    |
| 9  | "Zoemetra"              | 7:23    |